# Raniero Vanni d’Archirafi
Raniero Vanni d’Archirafi (* 7. Juni 1931 in Genf) ist ein italienischer Diplomat.
1984 wurde er Italiens Botschafter in Madrid und 1987 in Bonn. 1989 wurde er italienischer Generaldirektor für Wirtschaftliche Angelegenheiten und 1991 für Politische Angelegenheiten. 1992 wurde er von der italienischen Regierung in die Europäische Kommission entsandt. Im Januar 1993 trat er sein Amt an, Präsident Jacques Delors ernannte ihn zum Binnenmarktkommissar. 1995 gab er sein Amt ab.